# Annet Artani
Annet Artani (in greco Αννέτ Αρτάνι; New York, 6 settembre 1976) è una cantante greca.

## Biografia
Nata a New York, il suo nome di battesimo è Annette Denise Stamatelatos. Tra il 1994 e il 1995 si è avviata nell'attività di cantante collaborando dal vivo con la cantante Mando. Nel 2002 ha partecipato al talent-show televisivo greco Fame Story.
Nel 2004 ha co-scritto il brano Everytime di Britney Spears inserito nell'album In the Zone. Con Britney Spears ha anche lavorato da corista nei primi anni 2000.
Nel 2006 ha rappresentato Cipro all'Eurovision Song Contest 2006 dove ha presentato il brano Why Angels Cry. Successivamente, nell'aprile dello stesso anno, ha pubblicato il suo primo album in studio Mia foni, che contiene brani in greco e inglese.
Dopo aver firmato un contratto con l'etichetta statunitense Ultra Records, ha pubblicato il singolo Alive nel marzo 2009.
È tra gli autori del brano Nothing Lasts Forever delle Girl's Day inserito nell'EP Everyday (2011).

## Discografia
Album
- 2006 - Mia foni

Singoli
- 2005 - Goodbye amor
- 2006 - Why Angels Cry
- 2009 - Alive
- 2011 - Mouthful of Me
- 2012 - You Asked for It